# De Havilland Gyron Junior
Le De Havilland Gyron Junior était un concept de turboréacteur militaire britannique des années 1950, développé par la De Havilland Engine Company et produit plus tard par Bristol Siddeley Engines Ltd. (en). Le Junior était en fait un modèle en réduction du De Havilland Gyron.

## Conception et développement
Le Gyron Junior était une version réduite du Gyron, n'utilisant que les deux cinquièmes de son flux. Il commença son existence sous la désignation d'« étude de projet no 43 » (en anglais : Project Study number 43) en 1954, et le premier prototype fut lancé pour la première fois en août 1955. Il équipa ensuite l'avion d'assaut naval bimoteur Blackburn Buccaneer S.1, pour lequel il fut considéré comme trop peu fiable et trop « juste », au niveau de la puissance produite. Plus tard, le Buccaneer S.2 utilisa le plus efficace et surtout plus puissant Rolls-Royce Spey.

## Carrière opérationnelle

### Avec leBuccaneer
Comme sur beaucoup d'autres moteurs, le Gyron Junior était doté d'un canal d'admission et de stators à géométrie variable, un système nécessaire pour accélérer rapidement d'un régime de ralenti à celui de pleine puissance en un temps réduit et sans ratés à l'intérieur du moteur. Toutefois, sur ce moteur-ci, le système était peu fiable et les volets avaient tendance à se coincer dans une position indésirable, ce qui causait des phénomènes de pompage, qui à leur tour empêchaient le moteur d'atteindre les régimes les plus élevés. Une caractéristique unique de ce moteur était son refroidissement contrôlé par vannes de ses ailettes de turbine. En fait, le moteur devait propulser l'avion, mais également fournir de l'air sous pression pour le système de contrôle de couche limite équipant ses ailes, ce qui causait des pertes de poussée beaucoup trop importantes. Afin de rattraper ces pertes, la limite de température acceptable par la turbine (liée directement à la demande de puissance du moteur) avait été augmentée, ceci ayant été rendu possible par son refroidissement forcé. Ce système n'était activé que lorsque l'avion utilisait son contrôle de couche limite, et restait éteint le reste du temps. Il est à noter que le Rolls-Royce Pegasus, propulsant l'avion à décollages verticaux Hawker Siddeley Harrier, avait également des problèmes de température au niveau de ses turbines lorsqu'il devait être utilisé à pleine puissance, mais sur cet avion le problème avait été résolu par un système d'injection d'eau ne disposant que de 90 secondes de réserve.
En décembre 1970, un Buccaneer fut perdu après que son moteur ait subi un pompage de compresseur et n'ait pas pu remettre les gaz dans une situation difficile. Une semaine plus tard un autre appareil fut perdu après une panne moteur. Ce deuxième accident scella définitivement le sort du Gyron Junior, qui ne revit jamais le service opérationnel.

### Avec le prototype Bristol 188
Deux Juniors, dotés de postcombustion, furent également utilisés sur l'avion de recherche supersonique Mach 2 Bristol 188. Cet appareil devait initialement recevoir le Rolls-Royce Avon, mais le Gyron Junior lui fut substitué en juin 1957. Le programme fut stoppé prématurément, sans avoir pu effectuer les tests à hautes températures et vitesses qui avaient été initialement prévus. Le moteur fut victime de sa forte consommation de carburant et de la fragilité de son système de régulation, qui entraînait de fréquents pompages. Sa consommation excessive limitait le temps passé à sa vitesse maximale, Mach 1,95, à seulement quelques minutes, ce qui n'était pas suffisant pour pouvoir atteindre la température stabilisée nécessaire à ces tests de résistance programmés.

## Versions
- Gyron Junior DGJ.1 (ou P.S.43)[1]
- Gyron Junior DGJ.2 (ou Mk.101) : Moteur utilisé un temps sur le Blackburn Buccaneer S. Mk.1[2]. Il était équipé d'une entrée d'air et de pales de stator à géométrie variables, ainsi que d'un collecteur annulaire pour alimenter le système de soufflage des volets de l'avion. Il avait une longueur totale de 3 100 mm ;
- Gyron Junior DGJ.10 : Exposé en 1958 à Farnborough[2], il était plus long que le DJG.1[8] ;
- Gyron Junior DGJ.10R (ou P.S.50) : Version à poussée fortement augmentée par une postcombustion, conçue pour le Bristol 188, d'une poussée de 44,48 kN à sec et de 62,3 kN avec PC. Le moteur était doté d'un étage de compresseur basse-pression et de deux stators à géométrie variable supplémentaires. Il disposait également d'une tuyère à section variable, pouvant varier selon trois réglages en fonction de l'utilisation ou non de la PC et de la vitesse de l'avion. Sa longueur totale était de 4 900 mm[4] ;
- Gyron Junior DGJ.20[2].

## Applications
Le Gyron Junior n'a été produit qu'à 89 exemplaires, équipant les appareils suivants :
- Blackburn Buccaneer S.1 : 40 avions produits, équipés de deux moteurs chacun[9] ;
- Bristol 188 : Seulement deux avions construits ;
- Gloster Javelin : Un seul FAW Mk.1 a été modifié pour tests uniquement[10] ;
- Saunders-Roe SR.177 : Application prévue, appareil non construit.

## Exemplaires exposés
Un Gyron Junior est visible au De Havilland Aircraft Heritage Centre, à London Colney, Hertfordshire. Au Gatwick Aviation Museum (Charlwood, Surrey), deux moteurs en parfait état de fonctionnement sont disponibles, installés dans le Buccaneer S.1 immatriculé XN923.